# 諾登 (加利福尼亞州)
諾登（英語：Norden）是位於美國加利福尼亞州內華達縣的一個非建制地區。該地的面積和人口皆未知。

## 地理
諾登的座標為39°19′05″N 120°21′22″W / 39.31806°N 120.35611°W，而該地的平均海拔高度為2115米（即6939英尺）。